# Никитская расщелина
Ники́тская рассе́лина — природная достопримечательность, которая находится возле посёлка Никита (недалеко от автомагистрали Алушта — Ялта) на высоте около 250 метров над уровнем моря. Никитская расселина с 1973 года находится в черте Ялтинского природного горно-лесного заповедника.

## Описание
Ущелье, отделяющее от основного массива главной гряды Крымских гор узкий блок, который впоследствии тоже раскололся. Огромные скалы окружают закрытое, уютное ущелье с одним, довольно узким входом. Остальные два выхода из расселины засыпаны камнями и захламлены отколовшимися скалами. Красновато-белые скалы внутри расщелины нависают над головой и имеют высоту 25-30 метров. Ширина Никитской расселины около 30 метров, а её длина составляет 250 метров. Повсюду каменные хаосы, обломки скал и таинственные тесные углубления между глыбами.

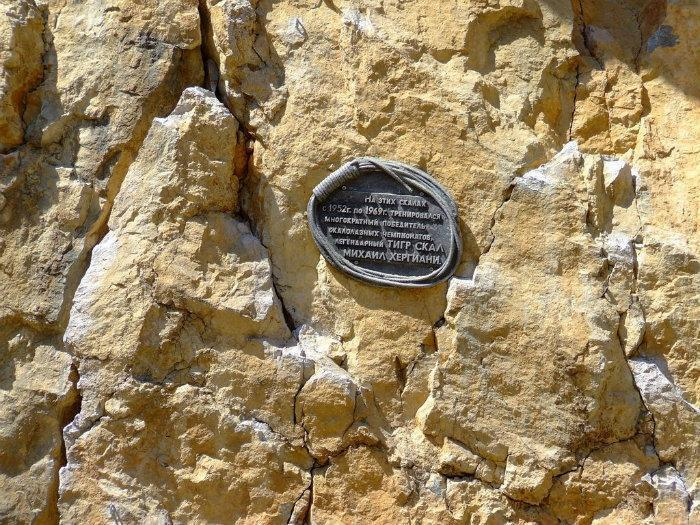
Мемориальная табличка советскому скалолазу М. В. Хергиани в Никитской расселине.

У входа в расщелину пирамидальная скала, разорванная на две части. Известняковые скалы, словно рассечённые гигантским мечом, образуют здесь мрачное, холодное ущелье. Голые стены высотой 25-30 м нависают над головой, вдоль верхней кромки ущелья растёт реликтовый лес. Никитская расселина сравнительно небольшая и легко проходимая. При ширине около 30 м она тянется с востока на запад почти на 200 м.
Упавшие сверху глыбы на дне скалистого коридора образовали каменный хаос, по которому причудливо извивается тропа, выводя на верхний край ущелья. Отсюда, со стороны Ялты, она просматривается насквозь.
Скалы с северной стороны серые, местами чёрные, а с южной светлые, оранжевые. В западной части ущелья находилось средневековое поселение, о чём свидетельствуют обломки керамики.

### Скальная пирамида Солнцева в Никитской расселине
В грандиозной расселине «живого» известнякового отторженца, среди каменного хаоса возвышается венчающая верхний вход в расселину каменная пирамида (высота 15 м), сложенная серо-розоватыми мраморизованными известняками верхней юры. Скалу назвали члены Крымского отдела Украинского географического общества в 1958 году в честь известного географа-ландшафтоведа, профессора МГУ Николая Адольфовича Солнцева (1902—1991), исследовавшего природу Крыма.
Поднявшись от этой пирамиды на скалы, можно увидеть троллейбусную трассу, Ялтинскую долину. Замыкается расщелина с моря мысом Ай-Тодор, горный массив Ай-Петри.
Со второй половины XX века используется как место тренировок и соревнований спортсменов-скалолазов.

## Растительность
На обрывах скал кое-где растут единичные экземпляры можжевельника и крымской сосны. Трещины приютили крымскую лиану (вечнозелёный плющ). Здесь прекрасно произрастают дуб, кизил, грабинник, дикая груша. Встречаются изумрудные заросли ежевики, ломоноса.

## Кинематограф
Место известно в народе как «Скалы Роу», — советский сказочник снимал здесь большинство из своих киносказок. Удобный подъезд сделали расщелину популярной у кинематографистов, здесь снимались многие кинофильмы:
- 1967 — Кавказская пленница, или Новые приключения Шурика, реж. Л. Гайдай, — лагерь туристов
- 1969 — Белый взрыв, реж. С. Говорухин — эпизоды
- 1969 — Сокровища пылающих скал, реж. Е. Шерстобитов — эпизоды
- 1973 — Земля Санникова, реж. А. Мкртчян, Л. Попов — эпизоды
- 1982 — Спортлото-82, реж. Л. Гайдай — эпизоды
- 1985 — И ещё одна ночь Шахерезады, реж. Т. Сабиров — эпизоды
- 1996 — В империи орлов, телесериал, реж. Д. Скотт — эпизоды

## Мифология
Известна легенда о Марии и её братьях.
«В небольшом греческом поселении Никита над Массандрой жили семь братьев с сестрой Марией. Ещё детьми они осиротели и во всем подчинялись старшему брату Константину. А Марию, девушку с золотистыми волосами и тонкой гибкой фигурой, односельчане любили за доброту, общительный характер и красоту. Жизнь Марии была спокойной и радостной. В восемнадцать лет жизнь девушки изменилась после того, как у сельского фонтана её увидел турецкий паша. Девушка понравилась важном турку, и на следующий день он отправился за ней к дому, где был принят братьями с должным радушием и гостеприимством. После традиционных витиеватых приветствий паша сказал, что забирает Марию и отправит в Стамбул в гарем султана. Константин вскипел от возмущения и кинжалом убил турка. После разговора с односельчанами стало ясно, что братьям и Марии нельзя оставаться дома и нужно немедленно уходить в горы. Так и сделали. К вечеру они ушли высоко в горы и остановились у большой скалы, разделённой проходом на две части. Место было глухое, и даже птицы сюда не залетали. Для укрепления убежища вокруг скалы вырыли глубокий ров, а именно убежище окружили каменной стеной. Турки вскоре узнали об убийстве паши и направили в Массандры отряд янычар. Местные жители, зная жестокость янычар, ушли в непроходимые леса, а вооружённые юноши — до семи братьев и Марии. Через несколько дней янычары подошли к укреплению и потребовали выдать Марию и Константина. Но осаждённые осыпали турок камнями и стрелами. Турки стреляли из ружей, но каменная стена надёжно прикрывала защитников. Константин и друзья понимали, что силы неравны, но решили бороться до последнего человека. На следующий день янычары пошли в наступление и пытались подняться на крепостную стену. Но защитники рубили и кололи турок, сбрасывали со стен в ров. Встретив ожесточённое сопротивление, янычары пустили в ход пушки. Судьба защитников была предрешена. Отчаянные защитники мужественно пошли в последний бой и бились до конца. Последним погиб Константин. А Мария сбежала на скалу и стала проклинать турок. Янычары все ближе подбирались, и, когда осталось два-три шага до вершины, гордая Мария бросилась со скалы, сохранив свободу до последней минуты.»